# Mark Overmars
Mark Overmars (né le 29 septembre 1958) est un programmeur néerlandais et professeur de programmation. Il dirige le centre de recherche Center for Geometry, Imaging, and Virtual Environments (GIVE) à l'université d'Utrecht (Pays-Bas). Ce centre travaille sur les applications de la géométrie algorithmique dans les domaines comme l'infographie, la robotique, les systèmes d'information géographiques, l'imagerie, le multimédia, les environnements virtuels et les jeux. Il donne un cours sur la programmation de jeu vidéo depuis printemps 2001.
Mark Overmars est peut-être plus connu comme étant le créateur du logiciel de programmation de jeux Game Maker, dont la première version est sortie le 15 novembre 1999.